# Box na Letních olympijských hrách 1992
Box na Letních olympijských hrách 1992 ve Španělsku.

## Medailisté

### Muži
| Kategorie                    | Zlato                                           | Stříbro                                    | Bronz                                   | Bronz                                         |
| ---------------------------- | ----------------------------------------------- | ------------------------------------------ | --------------------------------------- | --------------------------------------------- |
| Lehká muší váha (– 48 kg)    | Rogelio Marcelo · Kuba (CUB)                    | Daniel Petrov · Bulharsko (BUL)            | Jan Quast · Německo (GER)               | Roel Velasco · Filipíny (PHI)                 |
| Muší váha (– 51 kg)          | Choi Chol-Su · Severní Korea (PRK)              | Raúl González · Kuba (CUB)                 | István Kovács · Maďarsko (HUN)          | Timothy Austin · Spojené státy americké (USA) |
| Bantamová váha (– 54 kg)     | Joel Casamayor · Kuba (CUB)                     | Wayne McCullough · Irsko (IRL)             | Lee Gwang-Sik · Severní Korea (PRK)     | Mohammed Achik · Maroko (MAR)                 |
| Pérová váha (– 57 kg)        | Andreas Tews · Německo (GER)                    | Faustino Reyes · Španělsko (ESP)           | Hocine Soltani · Alžírsko (ALG)         | Ramazi Palyani · Sjednocený tým (EUN)         |
| Lehká váha (– 60 kg)         | Oscar de la Hoya · Spojené státy americké (USA) | Marco Rudolph · Německo (GER)              | Namjilyn Bayarsaikhan · Mongolsko (MGL) | Hong Sung-Sik · Jižní Korea (KOR)             |
| Velterová váha (– 63.5 kg)   | Héctor Vinent · Kuba (CUB)                      | Mark Leduc · Kanada (CAN)                  | Jyri Kjäll · Finsko (FIN)               | Leonard Doroftei · Rumunsko (ROM)             |
| Lehká střední váha (– 67 kg) | Michael Carruth · Irsko (IRL)                   | Juan Hernández Sierra · Kuba (CUB)         | Anibal Acevedo · Portoriko (PUR)        | Arkhom Chenglai · Thajsko (THA)               |
| Lehkotěžká (– 71 kg)         | Juan Carlos Lemus · Kuba (CUB)                  | Orhan Delibaş · Nizozemsko (NED)           | György Mizsei · Maďarsko (HUN)          | Robin Reid · Velká Británie (GBR)             |
| Střední váha (– 75 kg)       | Ariel Hernández · Kuba (CUB)                    | Chris Byrd · Spojené státy americké (USA)  | Chris Johnson · Kanada (CAN)            | Lee Seung-Bae · Jižní Korea (KOR)             |
| Polotěžká váha (– 81 kg)     | Torsten May · Německo (GER)                     | Rostyslav Zaulyčnyj · Sjednocený tým (EUN) | Wojciech Bartnik · Polsko (POL)         | Zoltán Béres · Maďarsko (HUN)                 |
| Těžká váha (– 91 kg)         | Félix Savón · Kuba (CUB)                        | David Izonritei · Nigérie (NGR)            | Arnold Vanderlyde · Nizozemsko (NED)    | David Tua · Nový Zéland (NZL)                 |
| Super těžká váha (+ 91 kg)   | Roberto Balado · Kuba (CUB)                     | Richard Igbineghu · Nigérie (NGR)          | Brian Nielsen · Dánsko (DEN)            | Svilen Rusinov · Bulharsko (BUL)              |

## Přehled medailí podle zemí
| Pořadí | Země                         | Zlato | Stříbro | Bronz | Celkově |
| ------ | ---------------------------- | ----- | ------- | ----- | ------- |
| 1.     | Kuba (CUB)                   | 7     | 2       | 0     | 9       |
| 2.     | Německo (GER)                | 2     | 1       | 1     | 4       |
| 3.     | Spojené státy americké (USA) | 1     | 1       | 1     | 3       |
| 4.     | Irsko (IRL)                  | 1     | 1       | 0     | 2       |
| 5.     | Severní Korea (PRK)          | 1     | 0       | 1     | 2       |
| 6.     | Nigérie (NGR)                | 0     | 2       | 0     | 2       |
| 7.     | Bulharsko (BUL)              | 0     | 1       | 1     | 2       |
| 8.     | Kanada (CAN)                 | 0     | 1       | 1     | 2       |
| 9.     | Nizozemsko (NED)             | 0     | 1       | 1     | 2       |
| 10.    | Sjednocený tým (EUN)         | 0     | 1       | 1     | 2       |
| 11.    | Španělsko (ESP)              | 0     | 1       | 0     | 1       |
| 12.    | Maďarsko (HUN)               | 0     | 0       | 3     | 3       |
| 13.    | Jižní Korea (KOR)            | 0     | 0       | 2     | 2       |
| 14.    | Dánsko (DEN)                 | 0     | 0       | 1     | 1       |
| 15.    | Rumunsko (ROU)               | 0     | 0       | 1     | 1       |
| 16.    | Polsko (POL)                 | 0     | 0       | 1     | 4       |
| 17.    | Nový Zéland (NZL)            | 0     | 0       | 1     | 1       |
| 18.    | Thajsko (THA)                | 0     | 0       | 1     | 1       |
| 19.    | Filipíny (PHI)               | 0     | 0       | 1     | 1       |
| 20.    | Maroko (MAR)                 | 0     | 0       | 1     | 1       |
| 21.    | Velká Británie (GBR)         | 0     | 0       | 1     | 1       |
| 22.    | Mongolsko (MGL)              | 0     | 0       | 1     | 1       |
| 23.    | Alžírsko (ALG)               | 0     | 0       | 1     | 1       |
| 24.    | Finsko (FIN)                 | 0     | 0       | 1     | 1       |
| 25.    | Portoriko (PUR)              | 0     | 0       | 1     | 1       |